# Dangerous Drugs of Sex
 (août 2025).
Dangerous Drugs of Sex (性の劇薬, Sei no gekiyaku) est une série manga de Yuki Mizuta commencée en 2018. Elle a été adaptée en film en 2020.

## Résumé
Makoto Katsuragi est un employé de bureau qui a perdu sa vie parfaite après la mort soudaine de ses parents, la démission forcée de son travail et le départ de sa petite amie. Dans un état d'ébriété, il décide impulsivement de se suicider. Avant qu'il ne puisse sauter d'un immeuble, il est sauvé par un homme mystérieux nommé Ryūji Yoden, qui exige qu'il lui sacrifie sa vie. Celui l'enferme et le forme aux plaisirs BDSM. Katuragi tombe amoureux de Yoden et reconsidère sa mort.

## Volumes
- Sei no gekiyaku (2019)
- Sei no gekiyaku Re:life (2020)

## Adaptation en film
Le manga a été adapté en film en 2020 au Japon. Le film est réalisé par Hideo Jōjō et met en scène les acteurs Sho Watanabe, Takashi Kitadai et Seiki Chiba,.

## Accueil
Dangerous Drugs of Sex s'est vendu à plus d'1 millions d'exemplaires numériques en 2019,.